# Samuel Yalow
Pour les articles homonymes, voir Yalow.
Samuel Yalow, né le 10 octobre 1892 à Rakishok (Rokiškis) en Lituanie et mort le 29 août 1974 à Syracuse, État de New York, est un rabbin orthodoxe américain, d'origine lituanienne, leader de la communaute orthodoxe de Syracuse. Il est le père d'Aaron Yalow, physicien, et le beau-père de Rosalyn Yalow, lauréate du Prix Nobel de physiologie ou médecine en 1977.

## Biographie
Samuel Yalow est né le 10 octobre 1892 à Rakishok (Rokiškis) en Lituanie. Il est le fils de Yisrael Moshe Yalowetsky et de Chana Rochel Yalowetsky. Yisrael Moshe Yalowetsky est né circa 1863 et est mort le 24 septembre 1936 à Rokiškis en Lituanie. Chana Rochel Yalowetsky, née Shtern, ou Stern, née en 1860, meurt du typhus.

### Éducation

#### En Lituanie
Samuel Yalow étudie à la Yechiva de Slobodka et à la Yechiva de Radoun.

#### À New York
Samuel Yalow quitte la Lituanie pour aller à New York, où il continue ses études rabbiniques au Rabbi Isaac Elchanan Theological Seminary (RIETS) de l'Université Yeshiva.

#### Université de Syracuse
Il obtient un B.A. de l'université de Syracuse.

### Rabbin de Syracuse (New York)
Il devient rabbin à Syracuse (New York), en 1919, à l'âge de 26 ans .
Il est rabbin de la communauté orthodoxe Ahavath Achim de Syracuse, fondée en 1896, et dans un nouvel immeuble depuis 1940.
Le rabbin Samuel Yalow est le leader de la communauté orthodoxe de Syracuse.

### Famille
Samuel Yalow épouse Esther Yalow, née Marcus, née le 21 mars 1897 en Lituanie mais arrivée aux 
États-Unis comme jeune enfant et est morte le 19 octobre 1968. Esther Marcus est la fille du rabbin Isaiah Marcus, né le 3 mai 1873 à Stawiski en Pologne et mort le 8 juin 1933 . Samuel Yalow et Esther Marcus se marient le 9 août 1918 à Richmond en Virginie,.
Ils ont deux enfants, dont Aaron Yalow, physicien, époux de Rosalyn Yalow, lauréate du Prix Nobel de physiologie ou médecine en 1977.

### Mort
Samuel Yalow est mort le 29 août 1974 à Syracuse, État de New York, à l'âge de 81 ans. Il est enterré dans le cimetière de sa communauté, Ahavath Achim Cemetery de Syracuse.

## Œuvres

### Articles
- (en) A Righteous Minority and the Individual, Jewish Forum, June 1959, 93-94[17]

### Livres
- (he) Shalme Shmuel, Responsa et Chiddushim[18]
- (he) Minchas Shmuel, 1965[19]